# Chelsea Gubecka
Chelsea Lea Gubecka, née le 8 septembre 1998 à Nambour, est une nageuse australienne, spécialiste de la nage en eau libre. 

## Carrière
Elle est médaillée de bronze du 10 km en eau libre aux Championnats pan-pacifiques 2014 à Gold Coast.
En 2016, lors des jeux olympiques d'été, elle participe à l'épreuve du 10 kilomètres et termine en 15e position.
En juillet 2023, elle est médaillée d'argent sur le 10 km en eau libre lors des Championnats du monde de natation à Fukuoka au Japon derrière Leonie Beck.

## Palmarès

### Championnats du monde
- Championnats du monde de 2023 à Fukuoka ( Japon) :
  -  Médaille d’argent sur 10 km eau libre
  -  Médaille de bronze du 6 km relais mixte en eau libre
- Championnats du monde de 2024 à Doha ( Qatar) :
  -  Médaille d’argent sur 5 km eau libre

### Championnats pan-pacifiques
- Championnats pan-pacifiques 2014 à Gold Coast ( Australie) :
  -  Médaille de bronze sur 10 km eau libre